# رؤساء صربيا
هذه قائمة رؤساء الدولة من جمهورية صربيا الاشتراكية، وهي بلد المكونة للجمهورية يوغوسلافيا الاشتراكية الاتحادية ورؤساء جمهورية صربيا (1992-2006)، وهي بلد المكونة للجمهورية يوغوسلافيا الاتحادية والدولة اتحاد صربيا والجبل الأسود. قبل عام 1974، كان رئيس صربيا من الدولة رئيس البرلمان الصربي.
ينتخب رئيس الجمهورية (Predsednik Republike) مباشرة لولاية مدتها خمس سنوات ويقتصر عليها في الدستور إلى حد أقصى من ولايتين. بالإضافة إلى كونه القائد العام للقوات المسلحة للقوات المسلحة، ورئيس واجب الإجرائية لتعيين رئيس وزراء بموافقة الجمعية الوطنية، ولها بعض التأثير على السياسة الخارجية. يقع مكتب الرئيس في نوفي دفور.

## قائمة الرؤساء

### صربيا جزء من يوغوسلافيا / صربيا والجبل الأسود (1944-1991)
|  | جمهورية صربيا الشعبية / جمهورية صربيا الاشتراكية |

  رابطة شيوعيي يوغوسلافيا
  الحزب الاشتراكي الصربي
  يشير إلى القائم بأعمال الرئيس
| النظام                                                    | رئيس الدولة | رئيس الدولة         | عمر       | تولى منصبه     | ترك منصبه      | الحزب                                           | مذكرة |
| --------------------------------------------------------- | ----------- | ------------------- | --------- | -------------- | -------------- | ----------------------------------------------- | --- |
| رئيس الجمعية ضد الفاشية التحرير الشعبية صربيا 1944 - 1945 |             |                     |           |                |                |                                                 | |
| N/A                                                       |             | سينيشا ستانكوفيتش   | 1892–1974 | 12 نوفمبر 1944 | 7 أبريل 1945   | الحزب الشيوعي في يوغوسلافيا                     | زعيم التجمع روسيا في زمن الحرب. |
| رؤساء هيئة رئاسة مجلس الشعب 1945 - 1953                   |             |                     |           |                |                |                                                 | |
| 1                                                         |             | سينيشا ستانكوفيتش   | 1892–1974 | 7 أبريل 1945   | 20 نوفمبر 1946 | الحزب الشيوعي اليوغوسلافي                       | الحزب الشيوعي في يوغوسلافيا إصلاح وتغيير اسمها إلى رابطة شيوعيي يوغوسلافيا.                                                                          |
| 2                                                         |             | آسيم جرولوفيتش      | 1898–1948 | 20 نوفمبر 1946 | 23 ديسمبر 1948 | الحزب الشيوعي اليوغوسلافي                       | الحزب الشيوعي في يوغوسلافيا إصلاح وتغيير اسمها إلى رابطة شيوعيي يوغوسلافيا.                                                                          |
| 3                                                         |             | عيسى يوفانوفيتش     | 1906–1983 | 23 ديسمبر 1948 | ديسمبر 1953    | الحزب الشيوعي اليوغوسلافي (إعادة تسمية في 1952) | الحزب الشيوعي اليوغوسلافي إصلاح وتغيير اسمها إلى رابطة شيوعيي يوغوسلافيا.                                                                            |
| رؤساء مجلس الشعب 1953 - 1974                              |             |                     |           |                |                |                                                 | |
| 4                                                         |             | بيتار ستامبوليتش    | 1912–2007 | ديسمبر 1953    | أبريل 1957     | رابطة شيوعيي يوغوسلافيا                         | أيضا في وقت واحد عقدت مواقف رئيس رئاسة يوغوسلافيا، رئيس المجلس التنفيذي يوغوسلافيا الاتحادية ورئيس المجلس التنفيذي لصربيا.                           |
| 5                                                         |             | جوفان فيسيلينوف     | 1906–1982 | أبريل 1957     | 26 يونيو 1963  | رابطة شيوعيي يوغوسلافيا                         | أيضا في وقت واحد شغل منصب رئيس المجلس التنفيذي لصربيا.                                                                                               |
| 6                                                         |             | دوسان بتروفيتش      | 1914–1977 | 26 يونيو 1963  | 6 مايو 1967    | رابطة شيوعيي يوغوسلافيا                         | |
| 7                                                         |             | ميلوش مينيتش        | 1914–2003 | 6 مايو 1967    | 6 مايو 1969    | رابطة شيوعيي يوغوسلافيا                         | أيضا في وقت واحد شغل منصب عمدة بلغراد، رئيس المجلس التنفيذي لصربيا ووزير خارجية يوغوسلافيا.                                                          |
| 8                                                         |             | دراغوسلاف ماركوفيتش | 1920–2005 | 6 مايو 1969    | 19 أبريل 1974  | رابطة شيوعيي يوغوسلافيا                         | |
| 9                                                         |             | جيفان فاسيليفيتش    | 1920–2007 | 19 أبريل 1974  | 6 مايو 1974    | رابطة شيوعيي يوغوسلافيا                         | |
| رؤساء هيئة الرئاسة 1974–1991                              |             |                     |           |                |                |                                                 | |
| 8                                                         |             | دراغوسلاف ماركوفيتش | 1920–2005 | 6 مايو 1974    | 5 مايو 1978    | رابطة شيوعيي يوغوسلافيا                         | |
| 10                                                        |             | دوبريفوجي فيديتش    | 1918–1991 | 5 مايو 1978    | 5 مايو 1982    | رابطة شيوعيي يوغوسلافيا                         | |
| 11                                                        |             | نيكولا يوبيستش      | 1916–2005 | 5 مايو 1982    | 5 مايو 1984    | رابطة شيوعيي يوغوسلافيا                         | أيضا في وقت واحد يشغل منصب الأمين الاتحادي من الشعب الدفاع عن يوغوسلافيا.                                                                            |
| 12                                                        |             | دوشان شكريبش        | 1927–2022 | 5 مايو 1984    | 5 مايو 1985    | رابطة شيوعيي يوغوسلافيا                         | أيضا في وقت واحد شغل منصب رئيس المجلس التنفيذي لصربيا.                                                                                               |
| 13                                                        |             | إيفان ستامبوليش     | 1936–2000 | 5 مايو 1985    | 14 ديسمبر 1987 | رابطة شيوعيي يوغوسلافيا                         | |
| 14                                                        |             | بيتار جرازانين      | 1923–2004 | 14 ديسمبر 1987 | 20 مارس 1989   | رابطة شيوعيي يوغوسلافيا                         | أيضا في وقت واحد يشغل منصب رئيس الأركان العامة للجيش اليوغوسلافي الشعبية.                                                                            |
| -                                                         |             | ليوبيشا إيجيتش      | ممثل      | 20 مارس 1989   | 8 مايو 1989    | رابطة شيوعيي يوغوسلافيا                         | |
| 15                                                        |             | سلوبودان ميلوشيفيتش | 1941–2006 | 8 مايو 1989    | 11 يناير 1991  | رابطة شيوعيي يوغوسلافيا -الحزب الاشتراكي الصربي | لعموم اليوغوسلافية رابطة شيوعيي يوغوسلافيا تم حله في يناير 1990 إلى ستة أحزاب سياسية (واحد لكل الجمهورية)، في صربيا الذي كان الحزب الاشتراكي الصربي. |

### جمهورية صربيا (1992–2006)
الحزب الاشتراكي الصربي
  التحالف المدني الصربي
  الحزب الديمقراطي الجديد لصربيا
  حركة التجديد الصربية
  G17 بلس
  الحزب الديمقراطي الصربي
  يشير إلى القائم بأعمال الرئيس
| النظام                    | رئيس الدولة | رئيس الدولة                 | عمر       | تولى منصبه     | ترك منصبه      | الحزب                                                   | مذكرة                                                                                         |
| ------------------------- | ----------- | --------------------------- | --------- | -------------- | -------------- | ------------------------------------------------------- | --------------------------------------------------------------------------------------------- |
| رؤساء الرئاسة 1991 - 2006 |             |                             |           |                |                |                                                         |                                                                                               |
| 15                        |             | سلوبودان ميلوشيفيتش         | 1941–2006 | 11 يناير 1991  | 23 يوليو 1997  | الحزب الاشتراكي الصربي                                  | الانتخابات العامة الصربية 1990 - الانتخابات العامة الصربية 1992                               |
| -                         |             | دراغان توميتش (ممثل)        | 1936–     | 23 يولية 1997  | 29 ديسمبر 1997 | الحزب الاشتراكي الصربي                                  | ممثل                                                                                          |
| 16                        |             | ميلان ميلوتينوفيتش          | 1942–     | 29 ديسمبر 1997 | 29 ديسمبر 2002 | الحزب الاشتراكي الصربي                                  | الرئيس الثاني لجمهورية صربيا بعد انتخابات 1997.                                               |
| -                         |             | ناتاشا ميسيتش (ممثل)        | 1965–     | 30 ديسمبر 2002 | 4 tfvhdv 2004  | التحالف المدني في صربيا (المعارضة الديمقراطية في صربيا) | التمثيل. جزء من المعارضة الديمقراطية التحالف صربيا.                                           |
| -                         |             | دراجان مارسيكانين (ممثل)    | 1950–     | 4 tfvhdv 2004  | 3 lhvs 2004    | الحزب الديمقراطي الجديد لصربيا                          | ممثل                                                                                          |
| -                         |             | ڤوچيسلاڤ ميهايلوڤيك (ممثل)  | 1951–     | 3 مارس 2004    | 4 مارس 2004    | حركة التجديد الصربية                                    | ممثل. أيضا في وقت واحد شغل منصب عمدة لندن.                                                    |
| -                         |             | بريدراج ماركوفيتش (التمثيل) | 1955–     | 4 مارس 2004    | 11 يوليو 2004  | G17 بلس                                                 | التمثيل                                                                                       |
| 17                        |             | بوريس تاديتش                | 1958–     | 11 يوليو 2004  | 5 يونيو 2006   | الحزب الديموقراطي                                       | الرئيس الثالث لجمهورية صربيا بعد انتخابات 2002. حصلت صربيا على استقلالها في 5 يونيو عام 2006. |

### صربيا(2006-الآن)
الحزب الديمقراطي الصربي
  الحزب الاشتراكي الصربي
  الحزب التقدمي الصربي
  يشير إلى القائم بأعمال الرئيس
| النظام | رئيس الدولة | رئيس الدولة                         | عمر   | تولى منصبه   | ترك منصبه    | الحزب                  | مذكرة                                                                                          |
| ------ | ----------- | ----------------------------------- | ----- | ------------ | ------------ | ---------------------- | ---------------------------------------------------------------------------------------------- |
| 1      |             | بوريس تاديتش                        | 1958– | 5 يونيو 2006 | 5 أبريل 2012 | الحزب الديموقراطي      | الرئيس الثالث لجمهورية صربيا بعد انتخابات و2008. حصلت صربيا على استقلالها في 5 يونيو عام 2006. |
| -      |             | سلافيتسا جوكيتش ديانوفيتش (التمثيل) | 1951– | 5 أبريل 2012 | 31 مايو 2012 | الحزب الاشتراكي الصربي | التمثيل                                                                                        |
| 2      |             | توميسلاف نيكوليتش                   | 1952– | 31 مايو 2012 | 31 مايو 2017 | الحزب التقدمي الصربي   | الرئيس الرابع لجمهورية صربيا بعد انتخابات 2012.                                                |
| 3      |             | ألكسندر فوتشيتش                     | 1970– | 31 مايو 2017 | حتى الآن     | الحزب التقدمي الصربي   | الرئيس الثالث لجمهورية صربيا والرئيس الخامس لصربيا بعد يوغوسلافيا بعد انتخابات 2017 و 2022.    |

## وصلات خارجية
- Official Web Site of The President of Serbia
- People´s Office of the President